# Kriterium
Ein Kriterium (von griechisch κριτήριον, „Gerichtshof; Rechtssache; Richtmaß“) ist ein Merkmal, das relevant für eine Unterscheidung, Bewertung oder Entscheidung ist, beispielsweise bei einer Auswahl zwischen Personen, Objekten, Eigenschaften oder Themen.
Da Unterscheidungen, Bewertungen und Entscheidungen in den verschiedensten theoretischen und praktischen Zusammenhängen getroffen werden, sind Kriterien nahezu überall von Belang: in den Wissenschaften ebenso wie beispielsweise in den Bereichen Politik, Wirtschaft und Justiz oder bei den alltäglichen Entscheidungen von Menschen.

## Beispiel: Wohnungsgröße als Kriterium
Laut Duden ist ein Kriterium ein „unterscheidendes Merkmal als Bedingung für einen Sachverhalt, ein Urteil, eine Entscheidung“. Diese kompakte Definition wird nachfolgend am Beispiel der Größe von Wohnungen erläutert.

### Typ und Ausprägung des Merkmals
Im allgemeinen Sprachgebrauch kann mit einem Merkmal sowohl dessen Typ gemeint sein (Beispiel: die Wohnungsgröße als Merkmal von Wohnungen) als auch die Ausprägung des Merkmals (Beispiel: 50 m² bei einer bestimmten Wohnung). Die Unterscheidung der beiden Bedeutungen entspricht in der Physik der Unterscheidung zwischen einer Größe (Beispiel: Masse) und einem bestimmten Wert (Beispiel: 10 Gramm).
Dieselbe Doppelbedeutung hat auch das Wort Kriterium. In der Aussage „Die Wohnungsgröße ist ein wichtiges Kriterium bei der Wohnungssuche“ wird ein Merkmalstyp (die Wohnungsgröße) als Kriterium benannt. In der Aussage „Für mich ist das Kriterium wichtig, dass meine Wohnung mindestens 50 m² groß sein soll“ ist hingegen die konkrete Ausprägung des Merkmals (mindestens 50 m²) das Kriterium dafür, ob eine Wohnung für den Wohnungssuchenden interessant ist.

### Ausprägung des Merkmals als Bedingung
Jede Wohnung hat eine bestimmte Größe. Dass die Wohnung überhaupt (wie jede andere) eine Größe hat, ist nicht von Interesse. Damit die Wohnung im Blick auf ihre Größe von anderen Wohnungen unterschieden werden kann und damit sie bewertet werden kann, muss bekannt sein, welche Größe sie hat. Die Ausprägung des Merkmals (Beispiel: 50 m²) ist die Voraussetzung – die Bedingung – für das Unterscheiden, Bewerten und Entscheiden:
- Die Wohnungsgröße ist ein Unterscheidungskriterium. Andere Wohnungen sind kleiner, größer oder gleich groß.
- Die Wohnungsgröße ist ein Bewertungskriterium. Wenn zum Beispiel die Größe und die Lage der Wohnung bekannt sind, kann abgeschätzt werden, ob der Mietpreis günstig, angemessen oder überteuert ist.
- Die Wohnungsgröße kann ein Entscheidungskriterium sein. Wenn eine 50 m² große Wohnung zu vermieten ist und der Wohnungssuchende eine Wohnung in etwa dieser Größe sucht, kann er die Entscheidung fällen, die Wohnung zu besichtigen (gegebenenfalls abhängig von der Prüfung weiterer Kriterien).

Insbesondere für Auswahlvorgänge und andere Entscheidungen ist wichtig, ob vorgegebene Kriterien erfüllt werden. Wenn das Kriterium (die Bedingung) lautet, dass die gesuchte Wohnung eine Fläche von mindestens 50 m² haben soll, eine angebotene Wohnung aber kleiner ist, erfüllt diese das Kriterium nicht. Der Interessent wird sich gegen die Wohnung entscheiden.
In der Mathematik und der Aussagenlogik wird zwischen notwendigen und hinreichenden Bedingungen unterschieden. Auch Kriterien kann man in dieser Weise unterscheiden:
- Jemand sagt: „Ich suche eine Wohnung mit mindestens 50 m² Fläche, aber natürlich müssen noch weitere Kriterien stimmen.“ Für diesen Interessenten ist die passende Wohnungsgröße eine notwendige, aber keine hinreichende Bedingung dafür, eine bestimmte Wohnung als geeignet zu bewerten.
- Jemand sagt: „Ich suche dringend irgendeine Wohnung. Ich sehe mir jetzt jede angebotene Wohnung an, die für mich groß genug ist.“ Dieser Interessent konzentriert sich auf ein einziges Kriterium. Für ihn ist die passende Wohnungsgröße eine hinreichende Bedingung dafür, eine Besichtigung zu vereinbaren.

### Zusammenwirken mit anderen Kriterien
Eine zu vermietende Wohnung hat neben der Größe zahlreiche weitere Merkmale, die als Kriterien in einen Bewertungs- und Entscheidungsprozess eingehen: Lage im Ort, Merkmale der Umgebung, Entfernung zum Arbeitsplatz (aus der Sicht des Interessenten), Zahl der Zimmer, Alter des Gebäudes, Zugang zu einem Garten und viele mehr. Der Wohnungssuchende muss daher die für ihn besonders relevanten Kriterien identifizieren und diese gewichten. Außerdem muss er sich fragen, inwiefern die einzelnen Kriterien erfüllt werden. Dies kann bei einigen Merkmalen rasch mit Ja/Nein beantwortet werden (z. B. Mitvermietung eines Garagenplatzes). Andere Merkmale haben jedoch eine Vielzahl von möglichen Ausprägungen (z. B. Größe der Wohnung oder Entfernung zum Arbeitsplatz). In solchen Fällen muss das Kriterium entsprechend formuliert werden, zum Beispiel: „Ist die Wohnung groß genug?“
Die „Verrechnung“ zahlreicher Kriterien anhand von Gewichtungen und der Prüfung, inwieweit die einzelnen Kriterien erfüllt werden, ist insgesamt sehr kompliziert und findet außerhalb von Wissenschaft und Technik nur zum Teil bewusst statt. Zum Vergleich: Bei einer Testung italienischer Hartkäsesorten definierte die Stiftung Warentest fünf Hauptkriterien, denen wiederum einzelne Kriterien zugrunde lagen; die Hauptkriterien „sensorische Beurteilung“ (Gewichtung mit 55 %), „Deklaration“ (Gewichtung mit 15 %) und „Verpackung“ (Gewichtung mit 5 %) setzten sich aus jeweils sieben einzelnen Kriterien zusammen. Die Bewertung einer Wohnung ist noch um einiges komplexer. Privatpersonen können sie nicht im selben Maß systematisch bewältigen wie geübte Fachleute.
Dennoch ist die Aufgabe der Wohnungssuche lösbar. Die meisten Angebote enthalten mindestens ein Merkmal, das die Anforderung des Interessenten eindeutig nicht erfüllt, und können daher aussortiert werden. Der Interessent kann auch mehrstufig vorgehen: Zunächst konzentriert er sich bei der Sichtung der Angebote auf ein oder zwei Hauptkriterien (z. B. Größe der Wohnung und Mietpreis). Nur wenn hier die Beurteilung positiv ausgeht, betrachtet er ein oder zwei weitere Merkmale der Objekte usw. (siehe Entscheidungsbaum).

## Arten von Kriterien (Auswahl)
- Nach der vorrangigen allgemeinen Funktion spricht man von Unterscheidungskriterien, Bewertungskriterien und Entscheidungskriterien.

- Für Definitionen sind Definitionskriterien nötig (diese sind zu den Unterscheidungskriterien zu zählen).

- Bei Qualitätsprüfungen werden Qualitätskriterien herangezogen (diese gehören zu den Bewertungskriterien).

- Auswahlkriterien helfen bei der Wahl zwischen verschiedenen Optionen (Auswahlkriterien sind Bewertungskriterien und zugleich Entscheidungskriterien).

- Um die Verwendung von Kriterien bei gezielten Untersuchungen zu benennen, spricht man von Untersuchungskriterien, Prüfkriterien oder Testkriterien.

- Internet-Suchmaschinen durchsuchen das Internet anhand von Suchkriterien. Diese werden in erster Linie vom Benutzer bestimmt. Zu den Suchkriterien gehören die Wörter, die der Benutzer in das Suche-Feld eingibt, und gegebenenfalls weitere Vorgaben wie zum Beispiel „nur Ergebnisse auf Deutsch“.

- Wenn bei Entscheidungsprozessen ein Ausschlusskriterium erfüllt ist, entfällt eine Option (oder mehrere Optionen entfallen). Ferner dienen Ausschluss- und Einschlusskriterien dazu, die Zugehörigkeit zu einer Gruppe zu definieren. Ausschlusskriterien bei der Blutspende definieren, wer kein Blut spenden darf.

- In der Mathematik sind etliche Konvergenzkriterien bekannt, mit denen man konvergente Folgen oder Reihen erkennen kann.

- Wahrheitskriterien

## Anwendung von Kriterien (Beispiele)
- In den Geistes- und Naturwissenschaften wird anhand von Kriterien zum Beispiel festgelegt, welche Merkmale zur Definition eines Begriffs gehören sollen.

- Bei der wissenschaftlichen Modellierung von Vorgängen werden Unterscheidungsmerkmale als Kriterien benötigt, um etwa beurteilen zu können, ob eine Beobachtung mit vermuteten Ursachen zusammenhängt oder wie Messreihen zu gestalten sind.

- In der Justiz dienen bestimmte Mordmerkmale im deutschen Recht  bzw. Qualifikationsmerkmale im Schweizer Recht als Kriterien bei der Entscheidung, ob ein Tötungsdelikt als Mord einzustufen ist.

- In der Entscheidungstheorie spielen Bewertungs- und Auswahlkriterien eine zentrale Rolle: Im Prozess der Entscheidung zwischen Vorschlägen oder Optionen werden die Vorteile und Nachteile der Alternativen bewertet und verglichen, um die optimale Lösung zu finden. Gegebenenfalls werden bestimmte Methoden wie z. B. die einfache Nutzwertanalyse oder der präzisere Analytic Hierarchy Process angewendet.

- Unternehmen wählen unter den Bewerbern auf eine zu besetzende Stelle nach verschiedenen Auswahlkriterien die am besten geeignete Person aus. Diese Kriterien können etwa Schulabschluss, persönliche Qualifikation, Berufserfahrung und Alter sein, aber auch Faktoren wie selbstbewusstes Auftreten, das Erscheinungsbild und spontane Sympathie.